# 玫瑰細鱗盔魚
玫瑰細鱗盔魚，為輻鰭魚綱鱸形目隆頭魚亞目隆頭魚科的其中一種，又名玫瑰全裸鸚鯛、紅背細鱗鸚鯛、玫瑰細鱗盔魚、紅鉛筆龍，分布於西太平洋區，包括日本、菲律賓、印尼海域，棲息深度15-40公尺，體長可達32公分，棲息在沙石混合海域，生活習性不明。

## 擴展閱讀
維基物種上的相關：玫瑰細鱗盔魚